# Френк Джордан (футболіст)
Френк Джордан (англ. Frank Jordan; 1883 — 28 березня 1938) — англійський професійний футболіст, який протягом декількох років грав у багатьох клубах аж до Першої світової війни.

## Футбольна кар'єра
Він народився в Саутгемптоні. Освіту здобув в міській школі Bevois, потім він переїхав до Південної Африки .
Після двох років в Південній Африці, повернувся до Англії де був прийнятий у Саутгемптонську футбольну команду, влітку 1908 він дебютував у першій команді, 16 вересня 1908 він замінив Сема Ширера. Хоча і менш майстерний, ніж Ширер, Джордан більш «довірливий» гравець. Джордан забив чотири голи в своїх 25 матчах в 1908—1909.
Після двох років у «Саутгемптоні», Джордан приєднався до Південної ліги влітку 1910 року в якій він провів один рік і пізніше грав ще у двох Південних клуби ліги, Сток і Мертир Таун.

## Кар'єра
Коли його футбольна кар'єра закінчилася, він повернувся в Саутгемптон, щоб жити і знайти роботу, і це йому вдалося, після чого він там і залишався. Джордан жив у Саутгемптоні аж до самої смерті.